# Neuholzkrug

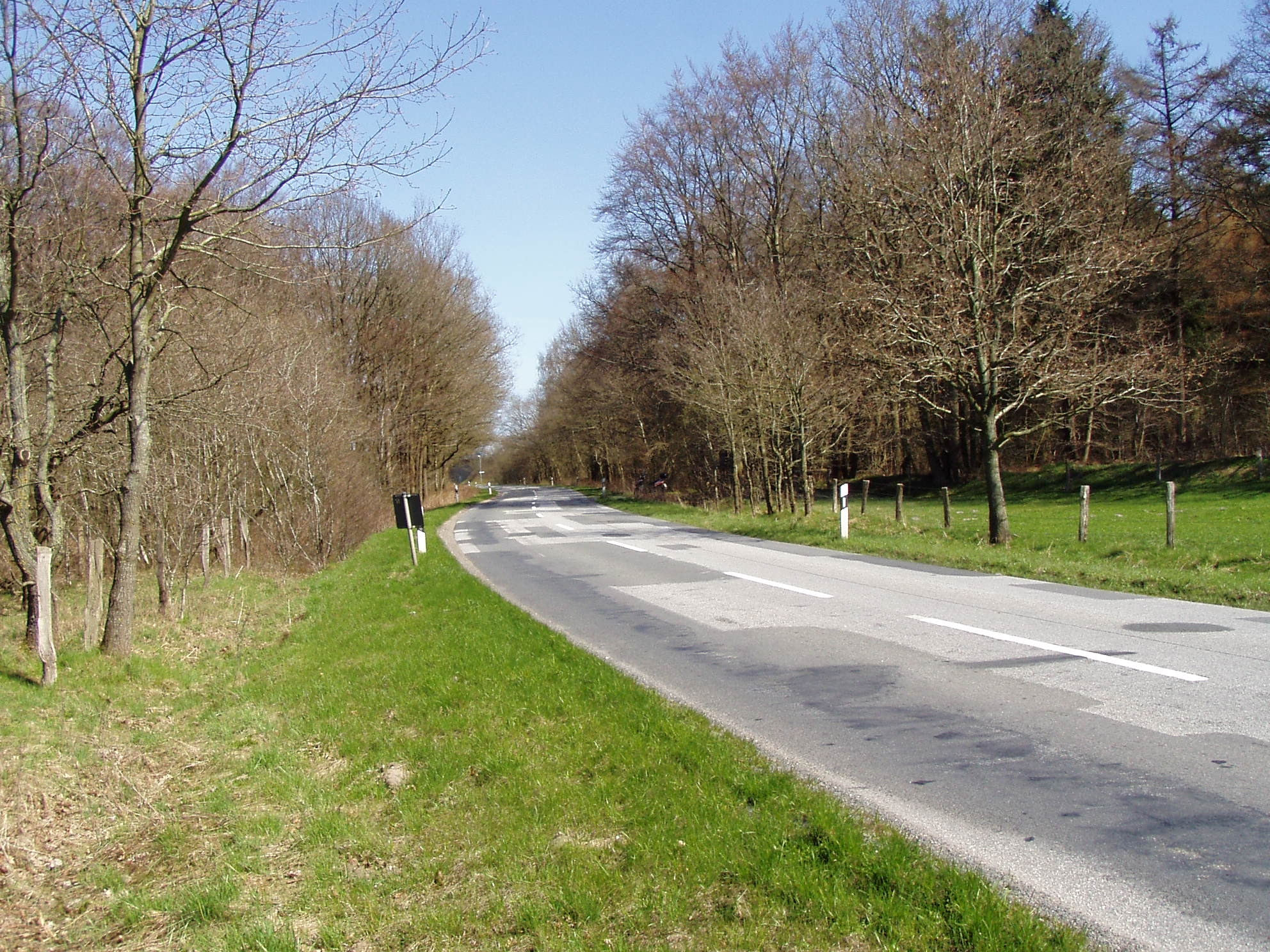
Die Straße Neuholzkrug, die zum gleichnamigen Ort führt. (Foto 2011)

Neuholzkrug (dänisch: Ny Skovkro) ist ein Ort der Gemeinde Handewitt.

## Lage
Neuholzkrug schließt sich dem nördlich gelegenen, größeren Altholzkrug an. Nordwestlich des Ortes liegt der Handewitter Forst. Am östlichen Ortsrand verlaufen die Bahntrasse Neumünster–Flensburg und die Bundesautobahn 7 entlang. Ein ganzes Stück westlich des Ortes befinden sich die Dörfer Hüllerup und Haurup. Die Straße von Altholzkrug führt bei Neuholzkrug zu einem Kreisverkehr, von dem eine Straße in Richtung Weding führt, eine weitere in Richtung Barderup und die letzte in der Bundesstraße 200 mündet. Seit Jahrhunderten verbindet im Übrigen der Margarethenweg den Ort Barderup und Neuholzkrug miteinander.

## Geschichte
Auf der Flensburger Karte von Jürgensen aus dem Jahr 1779 waren bereits Häuser von „Holzkrug“ eingezeichnet. Spätestens seit der Mitte des 19. Jahrhunderts bestand Holzkrug offensichtlich aus Alter Holzkrug (im Norden) und Neuer Holzkrug (im Süden) Im selben Jahrhundert entstand die Nord-Süd-Bahntrasse, die noch heute bei Altholzkrug und Neuholzkrug entlangverläuft.
Im Laufe der Zeit siedelten sich verschiedene Unternehmen bei Neuholzkrug an, beispielsweise auch die Spedition Carstensen, welche nach dem Zweiten Weltkrieg in Neuholzkrug eingerichtet wurde, später aber ins benachbarte Gewerbegebiet von Altholzkrug umzog.  Bis 2008 gehörte Neuholzkrug zur Gemeinde Jarplund-Weding, die aber im besagten Jahr mit der Gemeinde Handewitt fusionierte. Seit Anfang der 2010er Jahre richtet die Familie Otzen auf ihrem Bauernhof (Lage) den Neuholzkruger Markt aus, einen volkstümlichen Herbstmarkt mit über 60 Ausstellern.